# SN 2006de
SN 2006de – supernowa typu II odkryta 2 czerwca 2006 roku w galaktyce M-03-55-03. W momencie odkrycia miała maksymalną jasność 17,20m.